# Distretto di Bargi Matal
Il distretto di Bargi Matal è un distretto dell'Afghanistan appartenente alla provincia del Nurestan.